# Franz Joseph von Stengel

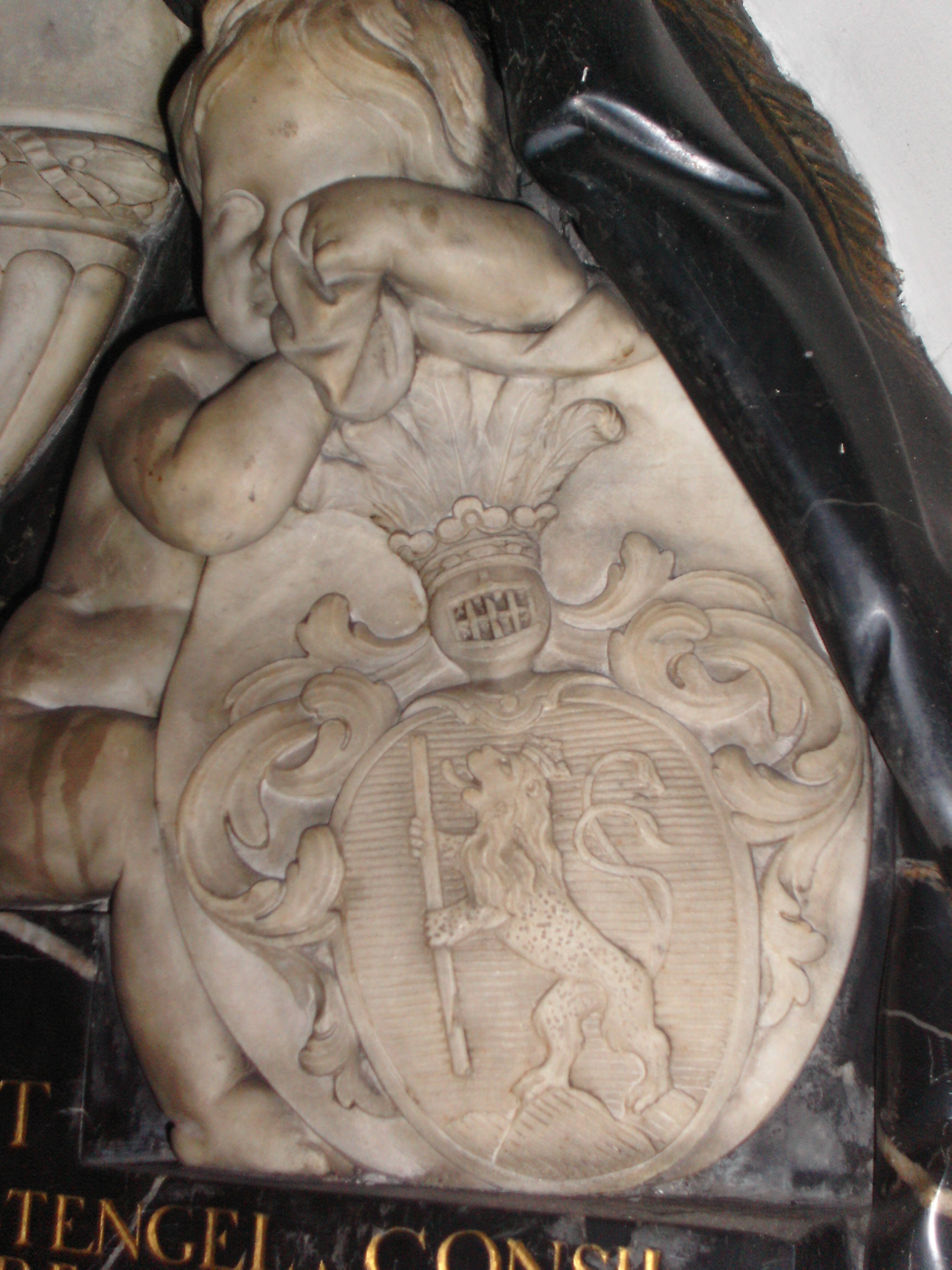
Familienwappen auf dem Epitaph

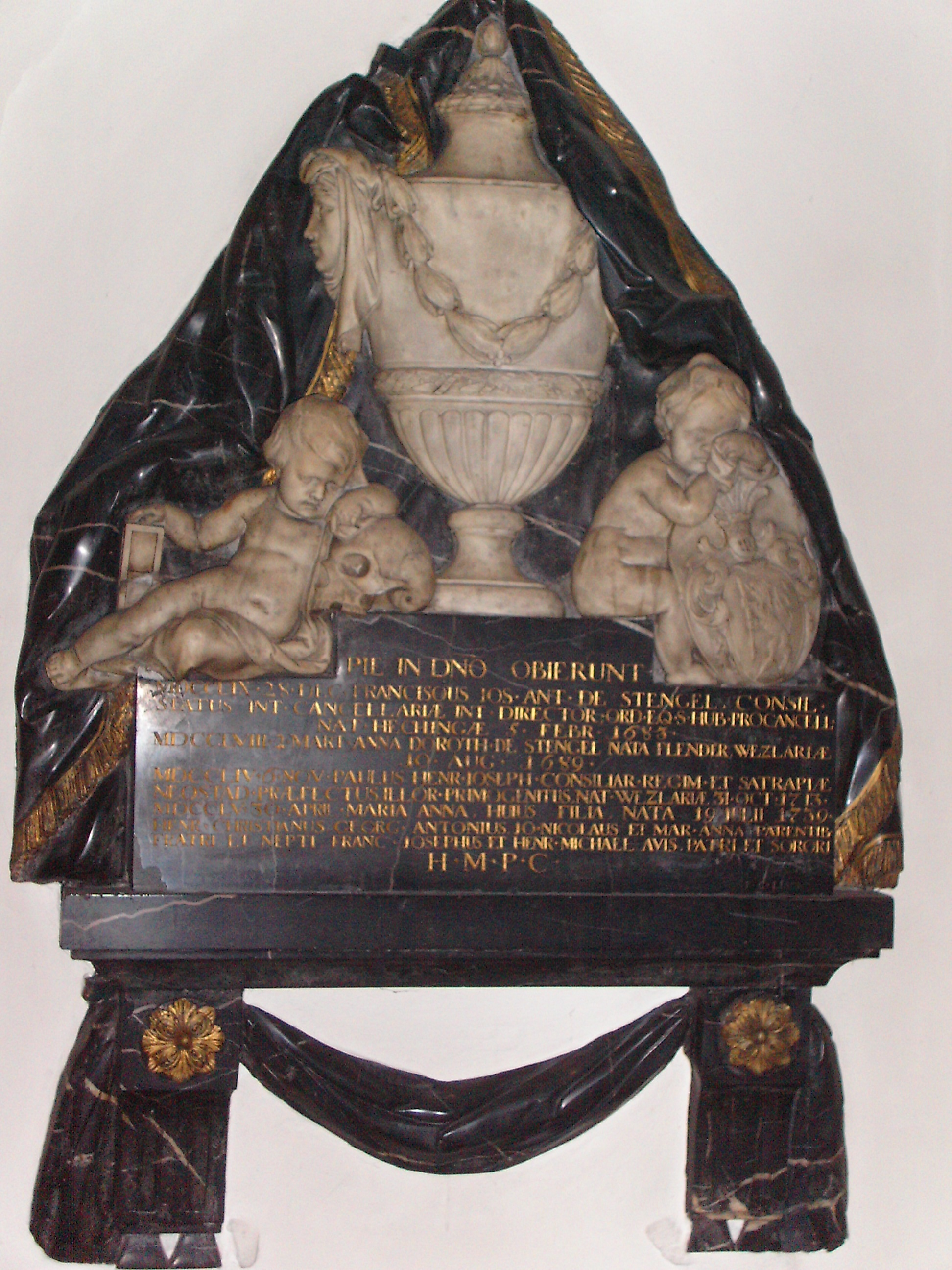
Epitaph in Mannheim, St. Sebastian

Franz Joseph Anton Stengel, ab 1740 von Stengel, (* 5. Februar 1683 in Hechingen; † 28. Dezember 1759 in Mannheim) war ein kurpfälzischer Geheimrat und Begründer des pfalz-bayerischen Adelsgeschlechtes von Stengel.

## Leben und Wirken
Er stammte aus der Grafschaft Hohenzollern-Hechingen, wo sein Vater Paul Stengel 1725 als Oberamtmann und fürstlich hohenzollernscher Kanzler starb.
Franz Joseph Stengel trat in kurpfälzische Staatsdienste, hier avancierte er zum Kanzleidirektor und Geheimrat. Mit Diplom vom 26. September 1740, ausgefertigt in Schwetzingen, erhob ihn Kurfürst Karl III. Philipp in den erblichen Adelsstand. Dadurch wurde Franz Joseph von Stengel der Begründer des weit verzweigten pfalz-bayerischen Adelsgeschlechtes gleichen Namens.
Er war verheiratet mit der aus Wetzlar stammenden Maria Anna Dorothea geb. Flender (1689–1758), Tochter des nassauischen und kurtrierischen Wetzlarer Stadtschultheißen bzw. Stadtvogts Johann Heinrich Flender und dessen Gattin Claudina Elisabeth Klinke. Sie hatten vier Kinder. Ihre beiden Söhne Paul Heinrich Joseph Xaver von Stengel (1717–1754), kurpfälzischer Landschreiber in Neustadt an der Weinstraße und Johann Georg von Stengel (1721–1798) Geheimrat sowie Direktor der Kurpfälzischen Akademie der Wissenschaften, führten das Geschlecht fort. Ersterer begründete die untitulierte, letzterer die freiherrliche Linie.
Als Franz Joseph von Stengel 1759 starb, setzte man ihn in der Mannheimer Pfarrkirche St. Sebastian bei. Dort ruhten schon seine Gattin und sein Sohn Paul Heinrich Joseph Xaver († 1754). Sie erhielten zusammen ein kunstvolles Marmorepitaph, gefertigt und signiert von Franz Conrad Linck (1730–1793). Auf ihm ist u. a. der Enkelsohn, General  Heinrich Christian Michael von Stengel (1744–1796), als Stifter aufgeführt.
Laut Epitaphinschrift war Franz Joseph von Stengel auch Ritter und Vizekanzler des St. Hubertusordens.